# Nesmy
Nesmy és un municipi francès situat al departament de Vendée i a la regió de País del Loira. L'any 2007 tenia 2.366 habitants.

## Demografia

### Població
El 2007 la població de fet de Nesmy era de 2.366 persones. Hi havia 904 famílies de les quals 196 eren unipersonals (112 homes vivint sols i 84 dones vivint soles), 312 parelles sense fills, 368 parelles amb fills i 28 famílies monoparentals amb fills.
La població ha evolucionat segons el següent gràfic:
Habitants censats

### Habitatges
El 2007 hi havia 1.010 habitatges, 919 eren l'habitatge principal de la família, 46 eren segones residències i 45 estaven desocupats. 952 eren cases i 28 eren apartaments. Dels 919 habitatges principals, 745 estaven ocupats pels seus propietaris, 169 estaven llogats i ocupats pels llogaters i 5 estaven cedits a títol gratuït; 6 tenien una cambra, 45 en tenien dues, 122 en tenien tres, 247 en tenien quatre i 499 en tenien cinc o més. 770 habitatges disposaven pel capbaix d'una plaça de pàrquing. A 317 habitatges hi havia un automòbil i a 558 n'hi havia dos o més.

### Piràmide de població
La piràmide de població per edats i sexe el 2009 era:
| Homes | Edats   | Dones |
| ----- | ------- | ----- |
| 0     | 95 o +  | 4     |
| 8     | 90 a 94 | 8     |
| 4     | 85 a 89 | 12    |
| 4     | 80 a 84 | 4     |
| 28    | 75 a 79 | 52    |
| 24    | 70 a 74 | 24    |
| 40    | 65 a 69 | 28    |
| 68    | 60 a 64 | 52    |
| 72    | 55 a 59 | 48    |
| 68    | 50 a 54 | 108   |
| 76    | 45 a 49 | 64    |
| 100   | 40 a 44 | 64    |
| 48    | 35 a 39 | 76    |
| 92    | 30 a 34 | 64    |
| 36    | 25 a 29 | 40    |
| 44    | 20 a 24 | 56    |
| 80    | 15 a 19 | 88    |
| 88    | 10 a 14 | 52    |
| 56    | 5 a 9   | 60    |
| 64    | 0 a 4   | 36    |

## Economia
El 2007 la població en edat de treballar era de 1.559 persones, 1.210 eren actives i 349 eren inactives. De les 1.210 persones actives 1.137 estaven ocupades (632 homes i 505 dones) i 73 estaven aturades (31 homes i 42 dones). De les 349 persones inactives 168 estaven jubilades, 98 estaven estudiant i 83 estaven classificades com a «altres inactius».

### Ingressos
El 2009 a Nesmy hi havia 1.002 unitats fiscals que integraven 2.590,5 persones, la mediana anual d'ingressos fiscals per persona era de 18.178 €.

### Activitats econòmiques
Dels 91  establiments que hi havia el 2007, 3 eren d'empreses alimentàries, 8 d'empreses de fabricació d'altres productes industrials, 22 d'empreses de construcció, 13 d'empreses de comerç i reparació d'automòbils, 1 d'una empresa de transport, 6 d'empreses d'hostatgeria i restauració, 6 d'empreses financeres, 5 d'empreses immobiliàries, 9 d'empreses de serveis, 13 d'entitats de l'administració pública i 5 d'empreses classificades com a «altres activitats de serveis».
Dels 32 establiments de servei als particulars que hi havia el 2009, 1 era una oficina bancària, 3 tallers de reparació d'automòbils i de material agrícola, 2 autoescoles, 1 paleta, 6 guixaires pintors, 6 fusteries, 2 lampisteries, 4 electricistes, 3 perruqueries, 2 restaurants i 2 agències immobiliàries.
Dels 7 establiments comercials que hi havia el 2009, 1 era una botiga de menys de 120 m², 2 fleques, 1 una carnisseria, 1 una botiga de roba, 1 una botiga de mobles i 1 una floristeria.
L'any 2000 a Nesmy hi havia 45 explotacions agrícoles que ocupaven un total de 1.155 hectàrees.

## Equipaments sanitaris i escolars
L'únic equipament sanitari que hi havia el 2009 era una farmàcia.
El 2009 hi havia 2 escoles elementals.

## Poblacions més properes
El següent diagrama mostra les poblacions més properes.